# John Day Fossil Beds National Monument
Das John Day Fossil Beds National Monument ist ein Schutzgebiet vom Typ eines National Monuments im US-Bundesstaat Oregon. Es besteht aus drei nicht zusammenhängenden Teilen, sogenannten Units, die entlang von etwa 100 Kilometern im Flusstal des John Day Rivers liegen. Geschützt werden Fundstätten mit Fossilien von Lebewesen aus den geologischen Perioden Paläogen und Neogen mit einem Alter von etwa 44 bis 6 Millionen Jahren. Die aufgeschlossenen Schichten selbst umfassen den Zeitraum von etwa 54 bis 6 Millionen Jahren.
Zwischen 1931 und 1965 wurden die Teile des heutigen National Monuments durch den Bundesstaat Oregon als State Parks ausgewiesen. 1974 wurden sie in das Schutzprogramm der Bundesregierung übernommen und unter die Verwaltung des National Park Service gestellt.

## Beschreibung
Alle drei Teile des John Day Fossil Beds National Monuments liegen im nordöstlichen Oregon, östlich der Kaskadenkette im Tal des John Day Rivers, einem Zufluss des Columbia Rivers. Die Region ist geprägt durch ein semi-arides Klima mit trockenen, heißen Sommern und kalten Wintern. Die Niederschläge fallen nahezu ausschließlich im Frühling und schwanken zwischen 230 und 400 mm im Jahr.
Der Fluss selbst ist der einzige ganzjährige Wasserlauf im Schutzgebiet. Er wird von einer Weichholzaue begleitet, in seinem Umfeld leben Wapiti und Maultierhirsche, Amerikanische Nerze und Kanadische Biber. Der durch Jagd ausgerottete Nordamerikanische Fischotter wurde wieder angesiedelt.
Die Sheep Rock Unit des Gebietes liegt im Grant County, zwischen den Orten Kimberly und Dayville. Hier stehen das Thomas Condon Paleontology Center mit den Forschungslaboren und einer Ausstellung zur Paläontologie und die benachbarte Cant Ranch, das Hauptquartier der Schutzgebietsverwaltung mit einer Ausstellung zur Kulturgeschichte der Region. In diesem Teil mit den jüngsten Gesteinen liegen der markante Sheep Rock und ein Blue Basin genanntes Gebiet von Badlands, sowie die Picture Gorge, eine Schlucht des John Day Rivers, in der viele Felsmalereien der indianischen Urbevölkerung gefunden wurden.

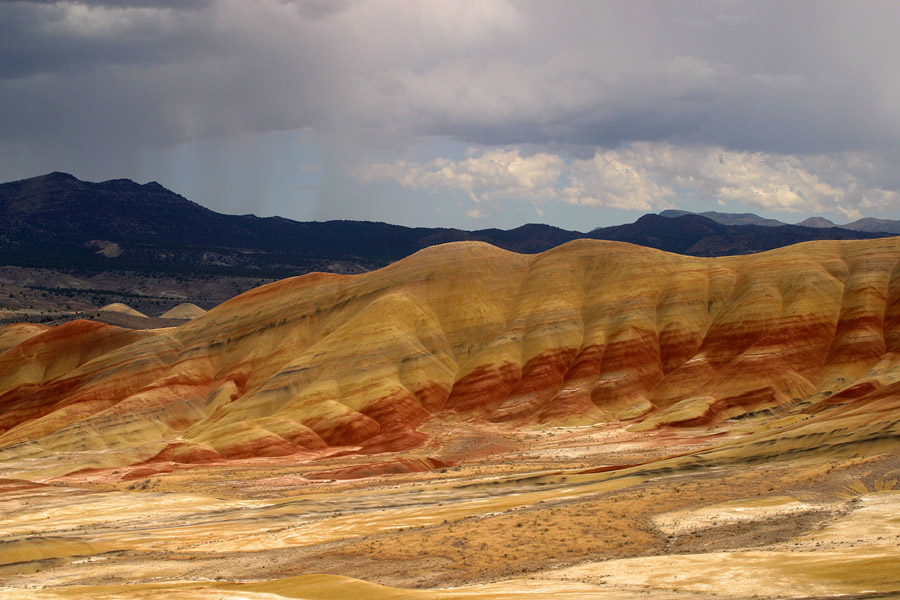
Painted Hills

Die Painted Hills Unit liegt im Wheeler County 15 km westlich von Mitchell im Becken des John Day River am Bridge Creek und ist durch auffallend farbige Gesteinsschichten geprägt. In den Tonsteinen der sanften Hügel sind Mineralien eingelagert, die sie in gelbe, goldene, schwarze und rote Töne färben, welche sich mit dem Licht im Laufe der Tageszeiten und dem Wetter zu verändern scheinen. Im weichen Gestein wurden in den 1920er und 1930er Jahren überwiegend versteinerte Pflanzen gefunden, die einen Einblick in die klimatischen Bedingungen vor zirka 33 Millionen Jahren erlauben.
In der Clarno Unit, ebenfalls im Wheeler County und 35 km westlich der Ortschaft Fossil, sind die ältesten und härtesten Gesteine aufgeschlossen. Sie entstanden vor etwa 44 Millionen Jahren bei einem Vulkanausbruch. Die Clarno Palisades sind steile Klippen mit scharfen Erosionsformen und einem natürlich entstandenen Steinbogen.

## Geologie
Entlang dem John Day River kann man flussaufwärts durch die Erdgeschichte und in immer jüngere geologische Schichten steigen. Die große Zeitspanne und die Vollständigkeit der Schichten sowie der Reichtum an pflanzlichen und tierischen Fossilien im Schutzgebiet machen es für die Erforschung von Geologie und Paläontologie sehr bedeutend. Die nachfolgende Beschreibung der stratigraphischen Gesteinseinheiten folgt der Abfolge ihrer Entstehung und schreitet von den älteren zu den jüngeren Schichten fort.

### Clarno-Formation
Die Clarno-Formation enthält die ältesten Gesteine des Gebietes, die im Eozän (Paläogen) vor etwa 54 Millionen Jahren entstanden sind. Vor etwa 44 Millionen Jahren verschüttete ein Lahar, ein Schlammstrom eines Vulkanausbruchs, einen über lange Zeit weitgehend stabilen, subtropischen Wald. In den versteinerten Sedimenten zwischen den Schlammströmen sind bisher über 175 verschiedene Pflanzenarten dieses Waldes gefunden und dokumentiert worden. Aufgrund der hohen Anzahl an Walnüssen und anderen Samen und Früchten werden die Ablagerungen als Clarno Nut beds bezeichnet. Dazu kommen eine Vielzahl von Insekten-Fossilien. Die frühen Säugetiere sind durch Patriofelis (aus der ausgestorbenen Gruppe der Oxyaenodonta), Hyrachyus (ein Verwandter der heutigen Tapire und Nashörner) und Xylotitan (ein Angehöriger der ebenfalls erloschenen Brontotheriidae, Verwandten der Pferde) vertreten. In den Sümpfen lebten Krokodile und welsartige Knochenfische. Ein sehr bekannter, aber etwas jüngerer Fossilfundort, der herausragende Säugetierfunde aus dieser Formation erbrachte, ist der Hancock Mammal Quarry. Dort ist ein ehemaliger sumpfiger Flussarm mit einem Alter von etwa 40 Millionen Jahren aufgeschlossen, in dessen Sedimenten die versteinerten Knochen von Haplohippus (ein kleines ursprüngliches Pferd), Eubrontotherium, Achaenodon (ein Verwandter der heutigen Schweine) und der große Aasfresser Hemipsalodon vorkommen. Einige dieser Arten werden weltweit nur hier gefunden. Von Bedeutung sind auch fünf vollständige Nashornschädel, die ursprünglich als Clarno Rhinos bezeichnet wurden und heute die basale Nashorngattung Teletaceras repräsentieren.

### John-Day-Formation
Die John-Day-Formation besteht überwiegend aus Ton- und Sandstein, der am Ende des Paläogens und im frühen Neogen (mit einem Alter von 39 bis 18 Millionen Jahren) abgelagert wurde. Die John-Day-Formation wird in mehrere geologische Untereinheiten, die sogenannten Member, unterteilt.
- Bridge-Creek-Member: Diese Einheit enthält bei 33 mya zahlreiche Tier- und Pflanzenfossilien. Die Pflanzenfossilien zeigen an, dass das Klima der Region kühler und trockener geworden war. Erstmals sorgten Jahreszeiten für einen Wechsel der Lebensbedingungen. Die Wälder waren geprägt durch den Urweltmammutbaum. Weil die Gesteine des Gebietes aus Ablagerungen eines Flusses gebildet wurden, finden sich fast nur Wasserlebewesen: Fische, Amphibien, Insekten und einige wenige Vögel. An Säugetieren sind nur einige Fledermäuse erhalten.

- Turtle-Cove-Member: Die Gesteine dieser Einheit sind überwiegend blau-grüne vulkanische Aschen. Ein Fossilfundpunkt mit einem Alter von etwa 29 Millionen Jahren zeigt an, dass das Klima erneut trockener geworden war. Hartholz-Wälder bestimmten die Landschaft. In ihnen lebten dreizehige Pferde, Hirschferkel, Biber, Oreodonta und Nimravidae. Bei den Raubtieren dominierten die Amphicyonidae.

- Kimberly-Member: Die Gesteine dieser stratigraphischen Einheit sind grau bis leicht rosa. Sie entstanden aus tonhaltige Aschenablagerungen. Die wichtigste Fossilfundstelle ist etwa 24 Millionen Jahren alt. Die Fossilien deuten darauf hin, dass die Landschaft stark bewaldet war. Die gefundenen Baumarten Birken, Ulmen, Ahorn und Eichen waren den heutigen bereits recht ähnlich. An tierischen Fossilien fallen Nagetiere auf, die in Erdhöhlen lebten. Unter den Raubtieren traten die ersten Hunde auf, daneben lebten weiterhin Amphicyonidae.

- Haystack-Valley-Member: Etwa 20 Millionen Jahren alt ist eine Fossilienlagerstätte in den Sand- und Aschen-Ablagerungen des Schwemmkegels eines kontinentalen Beckens, die später zu Sandstein mit eingelagerten Tuffen verhärteten. Gleichzeitig wurden die Schichten von tektonischen Kräften gehoben und verkippt mit einem leichten Einfallen von Westen nach Osten. Durch das Gefälle entstanden Flüsse und Wasserläufe, die sich tief in das relativ weiche Gestein eingruben. Die Landschaft war durch die Flüsse überwiegend mit Weichholzarten wie Pappeln und Erlen bewachsen, daneben standen großflächige Gebüschzonen auf jungem Schwemmland. Die Tierwelt war geprägt durch Großsäuger wie Nashörner und Chalicotherien, in offeneren Gebieten lebten Pferde und Kamele. Diese Schicht gehört bereits dem Neogen an, nachdem die Grenze Paläogen/Neogen derzeit geochronologisch auf etwa 23 Millionen Jahre vor heute datiert wird.

### Picture-Gorge-Basalt

Rekonstruktion der Paläo-Umwelt vor rund 29 Millionen Jahren, wie sie in der Turtle-Cove-Schicht konserviert wurde

Vor etwa 18 bis 15 Millionen Jahren wurde die ganze Region des heutigen Schutzgebietes durch basaltische Laven überdeckt: dem Columbia-Plateaubasalt. Die dünne, aber durchgehende Flutbasaltschicht ist frei von Fossilien.

### Mascall-Formation
Über dem Picture-Gorge-Basalt wechseln sich Tuffstein-Bänke und Sandsteine ab. Sie wurden zwischen 15 und 12 Millionen Jahren abgelagert. Die Tuffstein-Bänke entstanden aus vulkanischer Asche und die Sand- und Schluffsteine sind als Flussauen-Sedimente zu interpretieren. Besonders die Tuffschichten sind reich an Fossilien. Die Landschaft war flach, erinnerte an eine heutige Savanne mit Seen, die durch breite, langsam fließende Bäche und Flüsse durchzogen wurden. In der Gegend lebten Pferde, Kamele und Nabelschweine, sowie Gomphotherium genannte, frühe Verwandte der Elefanten. Außerdem wanderten die ersten Katzen aus Asien in die Region ein. Oreodonta werden letztmals gefunden, sie starben in der Folge aus.

### Rattlesnake-Formation
Die jüngsten Gesteine des Schutzgebietes sind etwa 6–7 Millionen Jahre alt. Sie bestehen aus Tuffstein und entstanden aus den Aschenströmen massiver Vulkanausbrüche. Wie eingelagerte Fossilien zeigen, war die Region zuvor weitgehend baumfrei, eine Steppe mit wenigen Büschen überzog die Landschaft. In ihr lebten Pferde, Elefanten, Kamele, Nashörner und Gabelböcke an großen Grasfressern. Daneben lebten Nabelschweine, Kurznasenbären, Katzen, Hunde und Zweifinger-Faultiere.

## Geschichte

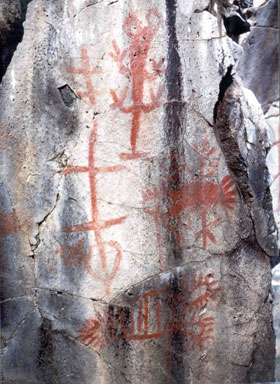
Indianische Felsbilder in der Picture Gorge

Das Becken des John Day Rivers war wegen des harschen Klimas und der geringen Fruchtbarkeit der Böden nur dünn durch Indianervölker besiedelt. Nördliche Paiute, Umatilla, Wasco und die Warm-Springs-Indianer zogen in kleinen Gruppen durch die Prärien östlich der Kaskadenkette. Ab den 1840er Jahren kamen die ersten Weißen nach Oregon, das gemeinsam von den Vereinigten Staaten und Großbritannien besiedelt wurde. Nach dem Whitman-Massaker von 1847 im nahe gelegenen Walla Walla, bei dem Cayuse und Umatilla die Missionsstation von Marcus Whitman angriffen, kam es zu fortgesetzten Konflikten zwischen Indianern und Siedlern, auch die Miliz griff mehrmals ein, bis 1855 alle Indianer der Region in Reservate gezwungen wurden und sie ihre traditionelle Lebensweise weitgehend aufgeben mussten.

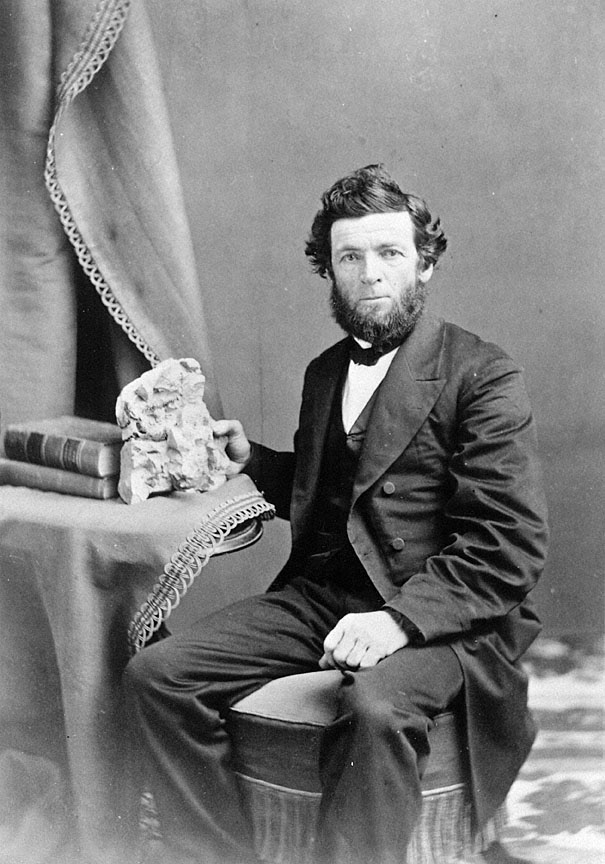
Thomas Condon in den 1870er Jahren

Die Geschichte der Fossilienfunde im Bett des John Day Rivers beginnt mit Thomas Condon (1822–1907). Er war als Pfarrer und Missionar nach The Dalles in Oregon gekommen und hörte um 1862 von Goldsuchern, dass sie versteinerte Knochen gefunden hatten. 1865 brach er erstmals auf, um selbst nach den Fundstätten zu suchen. Er fand an verschiedenen Stellen einzelne Fossilien, die besten Funde machte er am John Day River.
Condon bildete sich als Autodidakt. Er bestellte Literatur per Post, abonnierte naturkundliche Zeitschriften, baute eine Sammlung auf und traf sich mit allen Wissenschaftlern, die durch die Region kamen. In seiner Kirche und in der Schule hielt er öffentliche Vorträge über Geologie und Paläontologie. Ende der 1860er Jahre kam Condon in Kontakt mit einer Gruppe von Feldgeologen des US Geological Survey, die seine Sammlung als außergewöhnlich erkannten.
1869 schickte er einige Fundstücke an naturkundliche Museen an der Ostküste der Vereinigten Staaten, die von den Funden begeistert waren und weiteres Material bei Condon bestellten. 1871 unternahm die Yale University die erste Exkursion an den John Day River, vor Ort geführt von Condon. Auch die University of California, das Smithsonian Institute und weitere Einrichtungen erkannten die Bedeutung der Fundstätten.
1872 wurde der studierte Theologe Condon als Geologieprofessor an die neu gegründete Staatsuniversität Oregons in Eugene berufen. Bis 1900 veröffentlichten Fachzeitschriften über 100 Artikel über die Fossilien des John Day Rivers und jedes naturkundliche Museum der Welt hatte Exponate aus den Fundstätten bezogen. 1902 erschien das erste Werk, das die Paläobotanik der Region beschrieb und in den folgenden Jahrzehnten ging die Erforschung der Fossilien kontinuierlich weiter. 1956 wurde der Hancock-Säugetier-Steinbruch gefunden, eine Fundstätte von 40 Millionen Jahre alten Fossilien, mit einer Vielzahl endemischer Säugetierarten. Er wurde bis in die 1980er Jahre erforscht.
Ab etwa 1925 begannen die Fundstätten ein touristisches Ziel zu werden. Von 1931 bis 1965 kaufte der Staat Oregon gezielt Flächen an, um die Landschaft und die Fossilienfundstätten der Öffentlichkeit zugänglich zu machen. Seit 1951 finden jährlich naturkundliche und wissenschaftliche Kurse für Zielgruppen von Grundschulklassen bis zu Doktoranden im Gebiet statt. 1974 wurden die drei Teile des heutigen Schutzgebietes aus dem Schutzprogramm des Staates Oregon an die Bundesregierung übergeben und als National Monument ausgewiesen.

## Das National Monument heute
Wegen der dezentralen Struktur mit drei über ein größeres Gebiet verteilten Einheiten nimmt nur ein kleiner Teil der Besucher die Gesamtheit der geologischen und paläologischen Geschichte des Monuments wahr. Die Vermittlung von Inhalten geschieht überwiegend durch Lehrpfade und einzelne Informationstafeln.

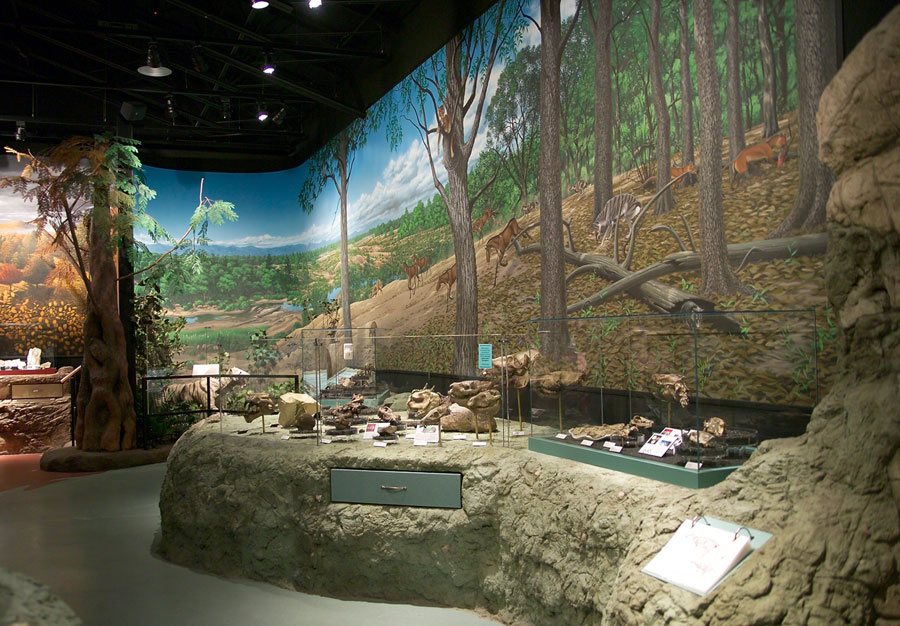
Ausstellung im Besucherzentrum

Das neue Thomas Condon Paleontology Center eröffnete 2004. Unter einem Dach sind Besucherinformation, Fossilienausstellung und das Forschungszentrum des Parks untergebracht. Die Grabungen im Gebiet gehen weiter. Sowohl Gast-Wissenschaftler verschiedenster Universitäten der Vereinigten Staaten und aus dem Ausland, als auch das feste Team des National Park Services führen Ausgrabungen durch, bereiten die Funde für die Sammlung des National Monuments auf und erforschen die Tier- und Pflanzenwelt der Region. In den letzten Jahren ist die Untersuchung der Klimageschichte als neue Aufgabe hinzugekommen.
Das alte Besucherzentrum in der historischen Cant Ranch nahe dem Paleontology Center wurde in der Folge umgebaut und beherbergt neben der Verwaltung des Parks jetzt eine Ausstellung zur Siedlungs- und Kulturgeschichte der Region. Im Park selbst gibt es weder Unterkünfte oder Campingplätze, noch Restaurants.